# Captorhinida
Captorhinida (cotylosauriërs) is de naam die wel werd gegeven aan een groep van uitgestorven reptielen die leefden van het Laat-Carboon tot het Laat-Trias. De groep is parafyletisch en wordt daarom niet meer als zinvolle eenheid onderscheiden.

## Ontwikkeling
Deze vroege en primitieve reptielen ontwikkelden zich uit de amfibieën in het Laat-Carboon, die tegen het eind van het Trias allemaal waren uitgestorven. De ontwikkeling van deze groep voltrok zich in twee evolutionaire hoofdfasen, waarvan de ene leidde tot de ontwikkeling van de zoogdieren en de andere van de grote reptielen.

## Taxonomie
Robert L. Carroll (1988) rangschikte het als een orde in de onderklasse Anapsida, bestaande uit de volgende onderorden:
- Een parafyletische Captorhinomorpha, die de families Protorothyrididae, Captorhinidae, Bolosauridae, Acleistorhinidae en mogelijk ook Batropetidae omvat
- Procolophonia, met families Nyctiphruretidae, Procolophonidae en Sclerosauridae
- Pareiasauroidea, met families Rhipaeosauridae en Pareiasauridae
- Millerosauroidea, met een enkele familie Millerettidae.

Hoewel ze allemaal primitieve kenmerken delen en lijken op de voorouders van alle moderne reptielen, zijn sommige van deze families nauwer verwant aan (of behoren tot) de clade Parareptilia, terwijl andere verder op weg zijn naar diapsiden. Om deze reden wordt de groep door de meeste moderne paleontologen alleen informeel of helemaal niet gebruikt. Alle leden van deze groep worden verondersteld uitgestorven te zijn.